# Dansk Vindenergi
Dansk Vindenergi ApS er en dansk virksomhed i vindmøllebranchen. 
Firmaet er ejet af brødrene Niels Mejlholm og Ove Mejlholm og har hjemme i Tylstrup.
Dansk Vindenergi angiver at have 63 vindmøller med en samlet effekt på cirka 40 megawatt.
Virksomheden står blandt andet bag den planlagte vindmøllepark Rendbæk Øst.
Dansk Vindenergi blev etableret i 1997.
I 2011 var virksomheden otte år i træk kåret som en gazellevirksomhed af Dagbladet Børsen.
I 2012 ejede virksomheden 24 vindmøller.